# 平凡社新書
平凡社新書（へいぼんしゃしんしょ）は、平凡社が発行する新書シリーズ。

## 概要
平凡社の新書版出版は、1970年代に〈平凡社カラー新書〉という新書レーベルで、100点あまり刊行された。これは総ページ数約140ページのうち、カラーページが40ページを占めるものであった。
その後、1990年代からの構想、1997年（平成9年）の計画決定の後、1999年（平成11年）5月に〈平凡社新書〉が創刊された。「自分を広げる、世界が変わる」をテーマにしている。装丁は菊地信義が担当している。月に3、4点を、フェア時には6点ほどを発行する。2009年（平成21年）5月の10周年に、装丁が赤から薄青に一新された。

## 関連人物
- 飯野勝己